# Stelling van Picard
In de complexe functietheorie, een deelgebied binnen de wiskunde, luiden de stellingen van Picard, genoemd naar Charles Émile Picard als volgt:
- De kleine stelling van Picard is dat het beeld van elke niet-constante gehele functie het gehele complexe vlak beslaat, waaruit hoogstens een punt uit is verwijderd.
- De grote stelling van Picard is dat een holomorfe functie met een geïsoleerde singulariteit in elke nog zo kleine omgeving van deze singulariteit met hooguit een uitzondering elke complexe waarde oneindig vaak aanneemt. De grote stelling van Picard is een vervolg op de stelling van Weierstrass-Casorati.